# Holocausto Canibal
A Holocausto Canibal (Kannibál holokauszt) portugál együttes. 1997-ben alakultak Rio Tinto-ban. Goregrind és death metal műfajokban játszanak. Fő zenei hatásukként a brit Carcass, a lengyel Dead Infection, az amerikai Impetigo, a svéd Deranged és a Blood zenekarokat jelölték meg. Lemezeiket a cseh "Bizarre Leprous Production" kiadó dobja piacra. Nevüket az olasz filmrendező, Ruggero Deodato hasonló című filmjéről kapták. Híresek lettek durva lemezborítóikról, amelyet hazájukban cenzúráztak is. A zenekar diszkográfiája négy nagylemezt, illetve több egyéb albumot tartalmaz. A tagok szerepeltek már portugál tévécsatornákon, illetve több műsorban is megjelent a "Holocausto Canibal" felirat, például a Big Brother ottani verziójában, ahol a legelső nagylemezüket karácsonyi ajándéknak lehetett megvásárolni. José Luís Peíxoto portugál író egyszer egy HOLOCAUSTO CANIBAL feliratú pólóban olvasott fel egy Fernando Pessoa-verset. Szövegeik témái: vérontás, perverzió, kannibalizmus.

## Tagok
- Ricardo Silva - ének (1997–1999, 2000–2003, 2012–)
- Jose Pedro - basszusgitár (1997–)
- Diogo Pereira - dobok (2009–)
- Antonio Carvalho - gitár (2011–)

## Diszkográfia

### Stúdióalbumok
- Gonorreia Visceral (2000)
- Sublime Massacre Corpóreo (2002)
- Opusgenitalia (2006)
- Gorefilia (2012)